# Trdnjava Kavala
Trdnjava Kavala je zgrajena na vrhu polotoka Panagia, na lokaciji 'Akropola'. Zgrajena je bila leta 1425 na ruševinah bizantinske akropole Kristoupolis, ki je bila uničena leta 1391.
Gre za utrjeno obzidje, ki sledi obliki in naklonu terena in je s prečnim zidom razdeljena na dva dela. Obzidje je okrepljeno z dvema kvadratnima stolpoma, s poligonalnim stolpom, približno na sredini vzhodne kurtine in bastijonom na SV kotu. Namen utrdbe je bil nadzor nad prehodom Via Egnatia. Utrdba sledi naravnim elementom, obleganja so potekala s hladnim orožjem in ne s topovi uničujoče moči.
Na stenah zunanjega zidu akropole izstopata dva kvadratna in poligonalen stolp. Trdnjava ima okrogel stolp, ki je bil zadnje obrambno mesto, skladišče streliva in zalog, ki je bilo kasneje spremenjeno v zapor, stražarnico, in je bila primerno bivališče in rezervoar za vodo.

## Zgodovina
Leta 926 je bil obnovljen del Justinijanovega obzidja, ki je bil uničen leta 1391 po obleganju mesta s strani Osmanov in Benečanov. Sedanje obzidje je bilo zgrajeno v dveh fazah. Aprila 1425 je bil zgrajen notranji zid na najvišjem in najbolj gladkem delu hriba.
Projekt ni povezan z obrambnimi potrebami katerega koli naselja, saj je bil polotok še vedno pust in nenaseljen. Namen utrdbe je bil nadzor in zaščita ključnega prehoda Via Egnatia, ki je trpel zaradi piratskih napadov, ter spremljanje gibanja beneške flote in reševanje neizbežnega napada. Spodnja stran hriba, proti pristanišču, je ostala celo stoletje skoraj neutrjena. Od konca 17. stoletja se je akropola hkrati uporabljala kot kraj izgnanstva in ječe za sultanove podanike, dolgo pa je bila tudi vojaško in upravno središče mesta.
Konec 19. stoletja je sultan utrdbo razvrstil v kategorijo zapuščenih, spomenik pa so prenehali vzdrževati in ga predali obrabi časa. Njegovo stalno propadanje, na primer zrušitev strehe obeh stolpov, je razvidno iz ilustracij.
V začetku 20. stoletja je egipčanski kediv Abas Hilmi kupil trdnjavo od turške vojaške službe, da bi jo uporabil kot industrijsko in tehnično šolo, načrt pa se ni uresničil. Zadnjič so citadelo med drugo svetovno vojno uporabile čete osvajalcev. Leta 1968 je akropola po nakupu (70.000 drahem - 16.321,56 € po tečaju iz leta 2023) prešla v last občine Kavala.
Utrdba se uporablja kot prostor za rekreacijo in kulturne dejavnosti ter ima tudi okrepčevalnico.

## Galerija
- Pogled na grad
- Pogled na grad
- Pogled na grad
- Ploščadi
- Notranjost
- Notranjost